# Бартсія альпійська
Барчія альпійська, бартсія альпійська (Bartsia alpina) — вид трав'янистих рослин родини вовчкові (Orobanchaceae), поширений в субарктичних, субальпійських та альпійських регіонах Євразії й Північної Америки.

## Опис
Це багаторічна трав'яниста рослина, напівпаразит, 10–30 см заввишки. Hemiparasite. Стебел кілька прямостійних або біля основи висхідних, нерозгалужених, червонуватих чи темно-фіалкових, запушених кучерявими білими волосками, які закінчуються невеликими чорними залозками. Листки супротивні, огортають стебло, яйцевиді, із закругленими зубцями, темно-зелені. Верхні приквітки темно-фіолетові, іноді зелені. Квітки поодинокі в пазухах приквітків. Квіти: віночок 15–20 мм, темно-фіолетовий (іноді блідо-жовтий), двогубий, з довгою трубкою; чашечка 4-роздільна; тичинок 4. Плоди — еліптичні, темно-коричневі, довжиною 10 мм, 2-клапанні капсули.

## Поширення
Північна Америка: Ґренландія, пн.-сх. Канада; Азія: Росія; Європа Албанія, Австрія, Ліхтенштейн, Велика Британія, Болгарія, Чехія, Хорватія, Фарерські острови, Фінляндія, Франція, Німеччина, Швейцарія, Іспанія, Ісландія, Італія, Норвегія, Польща, Росія, Румунія, Словаччина, Словенія, Швеція, Україна. Населяє вологі луки, береги струмків, краї боліт, драговини, багаті болота.
В Україні зростає у високогірному поясі Карпат (Чорногора).

## Галерея

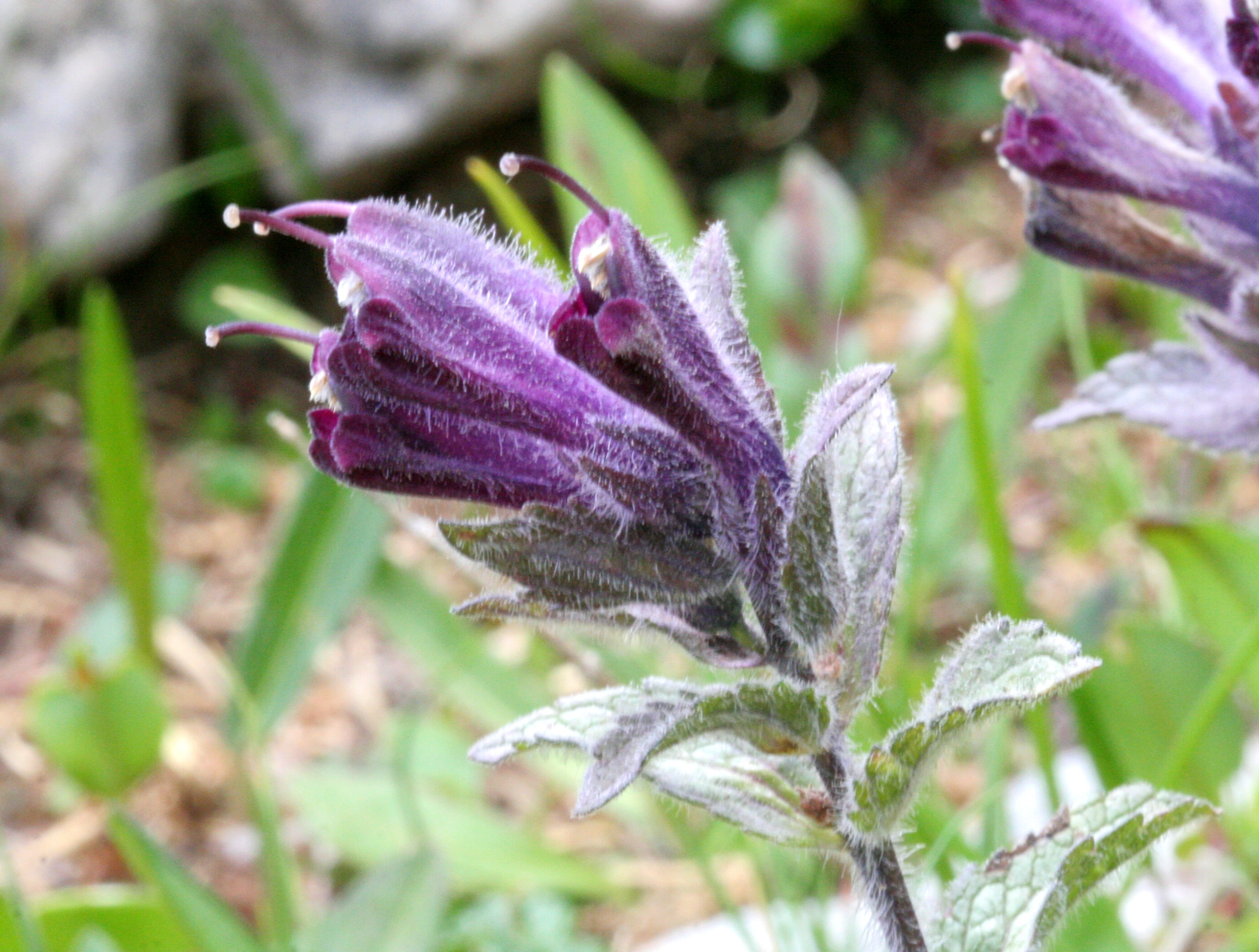
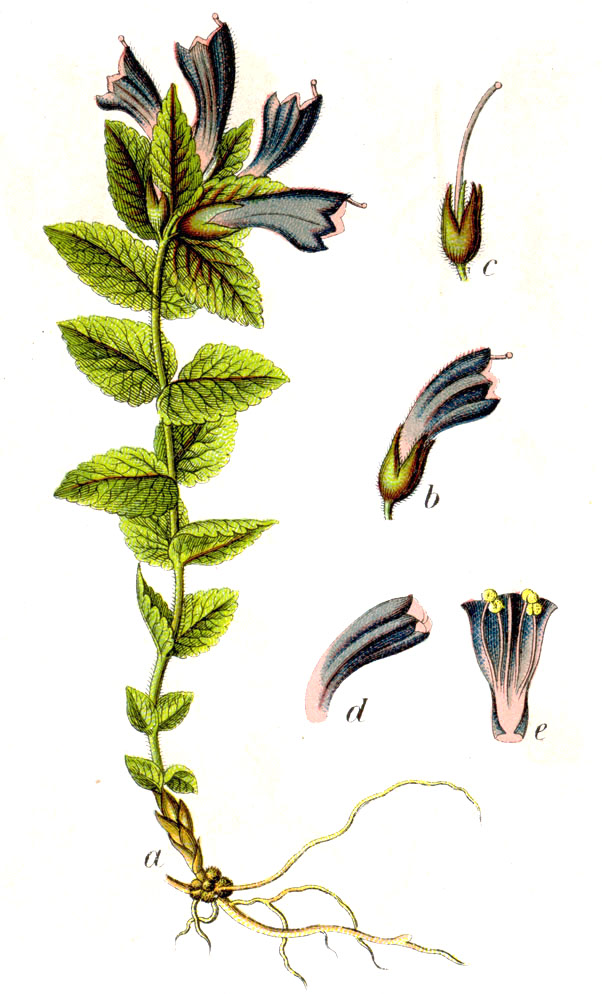